# Monstrosity
Monstrosity es una banda de death metal originaria de Fort Lauderdale, Florida, formada en 1990.

## Historia
Monstrosity es la cuna de muchos de los músicos que más tarde formarían bandas como Cynic, Malevolent Creation, Cannibal Corpse y Capharnaum. John Rubin tocaba la guitarra, Mark Van Erp se desempeñaba en el bajo y Lee Harrison tocaba la batería, además de eso, Harrison se ha mantenido constante a través de los años en la banda. Todos ellos se desempeñaron en la banda Malevolent Creation en 1989 pero decidieron formar su propia banda.
George "Corpsegrinder" Fisher apareció en el primer álbum llamado Imperial Doom y en 1996 con el segundo álbum de la banda titulado Millennium, antes de que se fuera a la banda Cannibal Corpse. Jason Avery (Eulogy) tomó el puesto de vocalista de la banda después de que fisher se fuera. Jason Avery aparece en el álbum de 1999 llamado In Dark Purity después en el álbum llamado Rise to power
Avery fue sustituido de la banda en diciembre de 2005 por Brian Werner este último realizó funciones en la banda tocando de gira en 2006 por Europa y Estados Unidos.
En diciembre de 2006, Werner se fue porque cumplió la gira de un año con la banda, después de esto contrataron a MikeHrubovcak (Divine Rapture, Imperial Crystalline, Entombment, Vile). Hrubovcak apareció en la banda con el más reciente álbum Spiritual Apocalypse.

## Integrantes

### Miembros actuales
- Mike Hrubovcak - Voz
- Mark English - Guitarra
- Lee Harrison - Batería
- Ben Kuzay - Bajo
- J.J. Hrubovcak - Guitarra (en vivo)
- Kelly Conlon - Bajo (en vivo)

### Miembros anteriores
- George "Corpsegrinder" Fisher - Voz
- Jason Avery - Voz
- Bobby Earl - Voz
- Brian Werner - Voz
- John Rubin - Guitarra
- Jason Gobel - Guitarra
- Jason Morgan - Guitarra
- Patrick Hall - Guitarra
- Jamie Osburn - Guitarra
- Pat O'Brien - Guitarra
- Jay Fernández - Guitarra
- Tony Norman - Guitarra
- Sam Molina - Guitarra/Voz
- Mark Van Erp - Bajo
- Mike Poggione - Bajo

## Discografía
- Imperial Doom (1992)
- Millennium (1996)
- In Dark Purity (1999)
- Rise to Power (2003)
- Spiritual Apocalypse (2007).
- The passage of existence (2018).

### Eps y sencillos
- Burden of Evil (1991)
- Darkest Dream (1992).

### Compilaciones
- Enslaving the Masses (2001)

### Álbumes en vivo
- Live Extreme Brazilian - Tour 2002 (2003)
- 10 Years Of Nuclear Blast (1997)

### Demos
- Horror Infinity (1991).